# Giuseppe Amendola
Pour les articles homonymes, voir Amendola.
Œuvres principales
Il Begliar-Bey di Caramania
Giuseppe Amendola, né en 1750 à Palerme et mort en 1808 à Palerme, est un compositeur et professeur de musique italien de musique lyrique du XVIIIe siècle.

## Biographie
Giuseppe Amendola est connu pour son dramma giocoso Il Begliar-Bey di Caramania (cité également sous le titre El Belerbey de Calamania), composé sur un livret de Girolamo Tonioli en 1776 . La première de cet opéra eut lieu durant le Carnaval de 1776 au Teatro del Real Sitio du palais du Pardo, une localité qui de nos jours fait partie de la grande agglomération de Madrid.
En 1777 une version adaptée de cette œuvre est représentée à Madrid dans le style de la zarzuela, sous le titre El Belerbey di Caramania, dans une version écourtée à deux actes au lieu des trois contenus dans la partition originale. Sous un nouveau titre La schiava fedele, dramma in musica, cette œuvre fut aussi présentée à Bologne en 1778, également en version réduite à deux actes.
L’opéra d’Amendola fut enfin représenté à Dresde, dans le Kleines Churfürstliches Theater, du 18 novembre 1780, date de la première, jusqu’au 30 octobre 1782, en portant cette fois le titre Il Beglierbei di Caramania.
Quelques compositeurs, dont le Français Nicolas Isouard, ont suivi l’enseignement d’Amendola, ce qui confirme l’activité de celui-ci en tant que professeur de composition.